# Yoduro de bario
El yoduro de bario es un compuesto inorgánico con la fórmula BaI2. El compuesto existe como anhidro y como hidrato (BaI2(H2O)2), ambos son sólidos blancos. Al calentarlo, el yoduro de bario hidratado se convierte en yoduro anhidro. La forma hidratada es soluble en agua, etanol y acetona.

## Estructura
La estructura de la forma anhidra se asemeja a la del cloruro de plomo(II), con cada centro de Ba unido a nueve de yoduro, y tiene una estructura de empaquetamiento cristalino bastante similar a la del BaCl2 .

## Reacciones
El BaI 2 anhidro se puede preparar tratando el metal Ba con 1,2-diyodoetano en éter.
El BaI2 reacciona con compuestos de alquilpotasio para formar compuestos de organobario.
El BaI2 se puede reducir con bifenilo de litio para obtener una forma altamente activa de metal de bario.

## Seguridad
Al igual que otras sales solubles de bario, el yoduro de bario es tóxico.